# Il Farnace (Perez)
Il Farnace és una òpera en tres actes composta per Davide Perez sobre un llibret italià d'Apostolo Zeno, segurament revisat per Antonio Maria Lucchini. S'estrenà al Teatro Regio de Torí el Carnestoltes de 1751. A Catalunya s'estrenà el 4 de desembre de 1754 al Teatre de la Santa Creu de Barcelona.